# Kristian Henriksen
Kristian Henriksen (ur. 3 marca 1911 w Ski, zm. 8 lutego 2004) – piłkarz norweski grający na pozycji pomocnika. W swojej karierze rozegrał 28 meczów w reprezentacji Norwegii.

## Kariera klubowa
W swojej karierze piłkarskiej Henriksen grał w klubach Sarpsborg FK, Frigg Oslo FK i Lyn Fotball.

## Kariera reprezentacyjna
W reprezentacji Norwegii Henriksen zadebiutował 2 września 1934 roku wygranym 4:2 meczu mistrzostw nordyckich z Finlandią, rozegranym w Oslo. W 1936 roku zdobył z Norwegią brązowy medal na igrzyskach olimpijskich w Berlinie. W 1938 roku został powołany do kadry na mistrzostwa świata we Francji, na których zagrał w meczu z Włochami (2:1). W kadrze narodowej od 1934 do 1946 roku rozegrał 28 spotkań.

## Kariera trenerska
Po zakończeniu kariery Henriksen został trenerem. Prowadził takie kluby jak: Vålerenga Fotball (dwukrotnie) i SBK Drafn. W 1959 roku był selekcjonerem reprezentacji Norwegii.